# Straß im Attergau
Straß im Attergau est une commune autrichienne du district de Vöcklabruck en Haute-Autriche.